# Deuteronomium (Band)
Deuteronomium ist eine finnische christliche Death-Metal-Band aus Jyväskylä, die im Jahr 1993 gegründet wurde, sich 2001 auflöste und 2006 neu gründete. Der Name leitet sich von der lateinischen Bezeichnung des 5. Buchs Mose ab, einer latinisierten Fassung der griechischen Bezeichnung Δευτερονόμιον ‚zweites Gesetz‘.

## Geschichte
Die Band wurde im Jahr 1993 von den Brüdern Manu (Bass, Gesang) und Jarno Lehtinen (Schlagzeug) gegründet. Kurze Zeit später fanden sie mit Miika Partala und Tapio Laakso zwei passende Gitarristen, die die Besetzung vervollständigten. Im Herbst 1993 begab sich die Band ins Studio, um ihr erstes Demo Paths of Righteousness aufzunehmen. Das Demo erschien im Dezember, kurz nach ihrem ersten Auftritt Laukaa am 3. Dezember. Anfang 1994 verließen Schlagzeuger Lehtinen und Gitarrist Laakso die Band. Daraufhin kam Gitarrist Kalle Paju zur Band. Danach folgte ein Auftritt am 31. Mai, bei dem Gitarrist Partala das Schlagzeug spielte und ein Freund von ihm, Ali Hassinen, die Gitarre spielte. Da die Band ihren Proberaum verloren und keinen Ersatz finden konnte, musste sie eine Weile pausieren. Gegen Ende 1995 aktivierten Manu Lehtinen und Miika Partala die Band wieder. Partala spielte nun die E-Gitarre und übernahm zusätzlich den Gesang. Die Band nahm neue Lieder auf, wobei Jarno Lehtinen das Schlagzeug spielte. Daraus entstand das Demo Crosshope, das Anfang 1996 erschien. Während des Jahres kam Johnny Pesonen als Session-Schlagzeuger, sowie Jari Mantour als zweiter Gitarrist hinzu. Mit dieser Besetzung folgte ein Auftritt in Jyväskylä. Danach verließ Mantour die Band wieder, sodass bei den kommenden drei Auftritten die Gruppe als Trio spielte. Im Januar 1997 begab sich die Gruppe in das Watercastle Studio in Jyväskylä, um ihre erste EP aufzunehmen. Tribal Eagle erschien Anfang Sommer 1997. Während der Aufnahmen kam Kalle Paju wieder zurück zur Band und mit Janne-Jussi Kontoniemi kam ein passender Schlagzeuger hinzu. 1997 hielt die acht Auftritte mit verschiedenen Bands. Im März 1998 begab sich die Band erneut ins Studio, um ihr Debütalbum aufzunehmen. Street Corner Queen erschien am 20. Mai über Manu Lehtinens und Miika Partalas Label Little Rose Productions. In den folgenden Jahren erschienen drei verschiedene Versionen des Albums. Während des Jahres spielte die Band neun Alben und arbeitete an einem zweiten Album. Im Januar und Februar 1999 nahm die Band das neue Album auf und mischte es ab. Außerdem spielte die Band ein Konzert zusammen mit Sentenced in Lutakko. Anfang Frühling erschien die Single …to Die and Gain um das Album zu bewerben. Im April folgte das Album Here to Stay. Der Veröffentlichung schloss sich eine kleine Tour, sowie einzelne Auftritte in Finnland an. Ende Juni fanden die ersten Auftritte außerhalb Finnlands statt. Die Band spielte zwei Auftritte in den Niederlanden. Beim zweiten Auftritt spielte die Band zusammen mit Mortification in Rotterdam. Ein paar Tage später folgte mit Mortification ein weiterer Auftritt in Tampere. Im November spielte die Band auf dem Maata Nakyvissa Festival in Turku. Im selben Jahr wurde die EP Tribal Eagle und das Album Street Corner Queen zusammen veröffentlicht. Außerdem war noch eine Coverversion von Red River, im Original von One Bad Pig, enthalten. Anfang 2000 entschied sich Miika Partala ie Band zu verlassen, stimmte aber zu, die bereits gebuchten Auftritte mit der Band noch zu absolvieren. Ende März spielte die Band auf dem Bobfest in Stockholm zusammen mit Bands wie Antestor, Veni Domine und Crimson Moonlight. Anfang des Sommers entschied sich J.J. Kontoniemi ebenfalls die Band zu verlassen, stimmte aber ebenfalls zu, die bereits gebuchten Auftritte noch zu absolvieren. Im Juni spielte die Band erneut in den Niederlanden und spielte am 30. Juni in Rotterdam. Am nächsten Tag spielte sie auf dem Seaside Festival in Norwegen. Ende Juli folgten drei Auftritte in Deutschland: Am 20. Juli in Oelsnitz, am nächsten Tag in Stuttgart und danach in Gotha. Im Jahr 2001 gab die Band dann ihre Auflösung bekannt.
Im Jahr 2006 fand die Band wieder zusammen und spielte ihren ersten Auftritt in Keuruu im Juni 2006. Die Show wurde auf Video aufgezeichnet für eine geplante DVD-Veröffentlichung. Nach einigen Proben wurde am 24. Dezember die endgültige Rückkehr der Band verkündet. Am 19. Mai 2007 folgte ein weiterer Auftritt auf dem Immortal Metal Fest in Nokia. Am 17. August spielte die Band auf dem True Attitude Fest in Heinola und spielte zum ersten Mal seit acht Jahren ein neues Lied, das den Namen Fields of War trug. Während des Jahres arbeitete die Band an weiteren neuen Liedern für ein Album, das für Frühling 2008 geplant war. Am 16. November trat die Band dann wieder auf dem Maata Nakyvissa Festival, wo sie mit 3:16 ein weiteres neues Lied spielten. Anfang 2008 arbeitete die Band am neuen Album und nahm im Januar ein Demo auf, das zwölf Lieder enthielt. Am 10. März begab sich die Band ins Studio, um das Album aufzunehmen. Nach fünf Tagen im Drumforest Studio in Viitasaari, nahm die Band am 14. März alle Schlagzeugspuren, sowie einige Basstracks auf. Am 1. April wurden die Aufnahmen im Watercastle Studio fortgesetzt, wobei sie dieses Mal zwei Wochen dauerten. Nachdem die Aufnahmen beendet waren, folgte der erste Auftritt in der Schweiz am 26. April auf dem Elements of Rock Festival. Von April bis Juni wurde das Album im Watercastle Studio abgemischt und im Anschluss von Chartmakers durch Svante Forsbäck abgemischt. Im Juni spielte die Band einen Auftritt in Finnland, im August einen weiteren in Deutschland und einen weiteren in den Niederlanden. Neun der zwölf aufgenommenen Lieder waren auf dem Album From the Midst of the Battle enthalten, das am 13. August über Bullroser Records erschien. Das Album erreichte Platz 11 in den finnischen Albumcharts. Gegen Ende des Jahres folgten 14 Auftritte in ganz Europa. Anfang 2009 folgten weitere Auftritte uin Finnland, sowie die Veröffentlichung der EP Retaliatory Strike. Den Rest des Jahres verbrachte die Band mit den Arbeiten zu einem weiteren Album. Im Juni spielte die Band außerdem auf dem Sauna Open Air. Anfang spielte die Band auf einem Festival in Turku. Nach einigen Auftritten im Herbst in Finnland und auf dem Brainstorm Festival in den Niederlanden, spielte die Band im November neun Auftritte in Mexiko. Im Januar fand sich die Band zusammen, wonach sich Schlagzeuger Kontoniemi entschied, eine einjährige Pause von der Band zu nehmen und sich auf andere Dinge zu konzentrieren. Auf dem Album sollte als Session-Schlagzeuger Jayson Sherlock, Gründungsmitglied von Mortification, zu hören sein. Jedoch war es ihm letztendlich zeitlich nicht möglich, die Lieder einzuspielen, sodass das Album vorerst nicht aufgenommen werden konnte. Daraufhin spielte die Band ein Konzert im niederländischen Assen und ein weiteres in Finnland. Im März begab sich die Band ins Studio, wobei auch nun wieder Schlagzeuger Kontoniemi dabei war. Deathbed Poetry - Hope Against Hope erschien 2011 bei Bullroser Records. Das Album erreichte Platz 38 in den finnischen Albumcharts.

## Stil
Die Band gehört zu den ältesten Bands im christlichen Metal. Neben Death-Metal-Elementen werden manchmal auch Einflüsse aus dem Thrash Metal verarbeitet.

## Diskografie
- Paths of Righteousness (Demo, 1993, Eigenveröffentlichung)
- Crosshope (Demo, 1996, Eigenveröffentlichung)
- Tribal Eagle (EP, 1997, Eigenveröffentlichung)
- Street Corner Queen (Album, 1998, Little Rose Productions)
- Here to Stay (Album, 1999, Little Rose Productions)
- …to Die and Gain (Single, 1999, Eigenveröffentlichung)
- Spelled Alive (DVD, 2007, Maanalainen Levykauppa)
- From the Midst of the Battle (Album, 2008, Bullroser Records)
- Retaliatory Strike (EP, 2009, Bullroser Records)
- Deathbed Poetry: Hope Against Hope (Album, 2011, Bullroser Records)
- The Amen (Album, 2013, Die And Gain Records)